# Pierre Bazin
Pierre Bazin, né à Amiens le 22 novembre 1927 et mort le 10 novembre 1991 dans la même ville, est un sculpteur français.

## Biographie
Pierre Bazin est élève de l’école régionale des beaux-arts d’Amiens de 1942 à 1945. Il obtient la médaille d’or de meilleur ouvrier de France à plusieurs reprises.

## Œuvres
- Amiens : Monument à Lafleur, 1983, statue en pierre[2]. Lafleur est un personnage emblématique du théâtre de marionnettes Chés Cabotans d'Amiens.
- Vers-sur-Selle : Monument à Emmanuel Bourgeois (pcd), chansonnier picard du XIXe siècle, vers 1972, buste en pierre en remplacement du buste en bronze par Emmanuel Fontaine inauguré en 1907 et envoyé à la fonte sous le régime de Vichy[3].
- Vraignes-en-Vermandois : Monument à Hector Crinon, 1972, buste en pierre, en remplacement du buste en bronze par Georges Tattegrain inauguré en 1892 et envoyé à la fonte sous le régime de Vichy.
- Huppy :  En 1984, l'artiste amienois sculpte l'original de la médaille Charles De Gaulle en pierre fine marbrière où il présente le célèbre personnage en portrait vu de trois-quarts face, le regard dirigé vers le côté droit de la médaille. Un tirage limité et numéroté à trente exemplaires fut réalisé en bronze par le fondeur d'art Pierre Caron dans son entreprise de Friville Escarbotin. Autres détails d'importance, le diamètre de cette médaille est de trente centimètres et son épaisseur de dix millimètres environ. La numérotation est faite sur le pourtour du diamètre de la médaille.L'ASPAC Huppy possède deux exemplaires de cette médaille. Elles sont visibles au musée.